# Замулинці

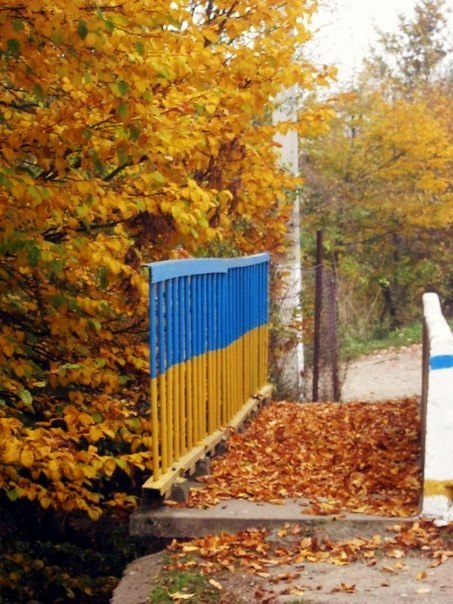

Заму́линці — село в Україні, у Матеївецькій сільській громаді Коломийського району Івано-Франківської області.

## Назва
Назва походить від річки Прут, яка тут часто розливалась, змінюючи русло і замулювала берег.

## Географія
Через село тече річка Рудка, ліва притока Пруту.

## Історія
Замулинці — старе село, відоме з 1561 р. (за іншими даними, з 1604 р.).
У XVII—XVIII ст. село належало князям Яблоновським гербу Прус ІІІ. Зокрема, князь Юзеф Александер Яблоновський отримав від короля право доживоття на село для своєї другої дружини княжни Воронецької.
Наприкінці XVIII ст., після першого поділу Польщі, маєтності тут придбав львівський політик і адвокат Юзеф Дзешковський (Jozef Dzeirzkowski). Його племінник, публіцист і літератор та повний тезка Юзеф Дзешковський (1807—1865) жив у Замулинцях після листопадового повстання 1831 р.
7 липня 1941 р. комуністи заарештували, а наступного дня розстріляли Дмитра Луканюка зі звинуваченням у збиранні даних про радянські військові об’єкти в Городенці, хоч таких об’єктів у місті взагалі не було.

## Населення

### Мова
Розподіл населення за рідною мовою за даними перепису 2001 року:
| Мова       | Кількість | Відсоток |
| ---------- | --------- | -------- |
| українська | 975       | 99.7%    |
| російська  | 1         | 0.10%    |
| польська   | 1         | 0.1%     |
| румунська  | 1         | 0.1%     |
| Усього     | 978       | 100%     |

## Школа
У 1904 р. в селі відкрилася однокласна школа у селянській хаті. За два роки школа стала двокласною.

## Церква
Храм Перенесення мощей Св. Миколая 1839 р. — пам'ятка архітектури місцевого значення № 808. Настоятель — митр. прот. Василь Пятничук. У липні 2016 р. перейшла з-під юрисдикції УАПЦ в УПЦ КП.

## Відомі люди
- Лесюк Степан — селянин, політичний та громадський діяч Галичини середини XIX століття, посол до Австрійського парламенту 1848 року.

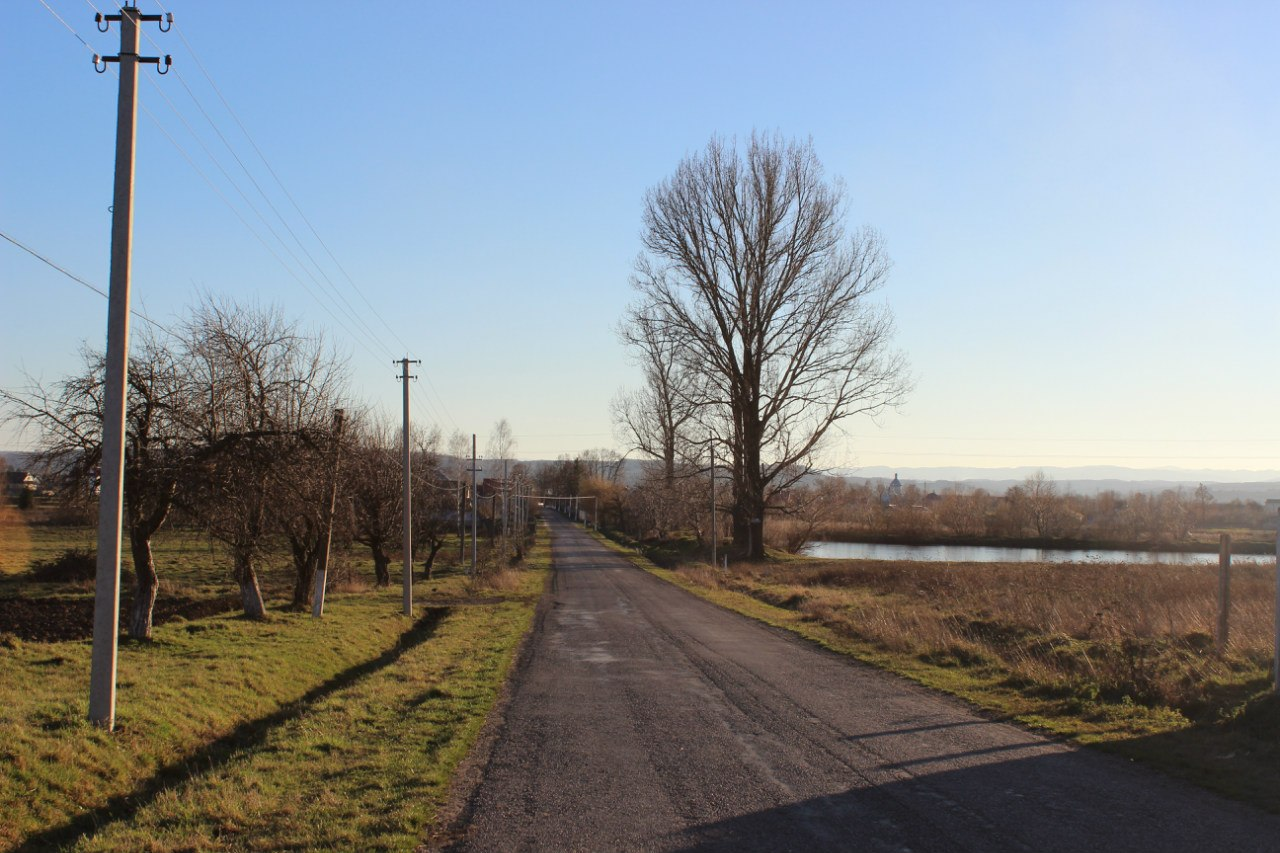
Пейзаж
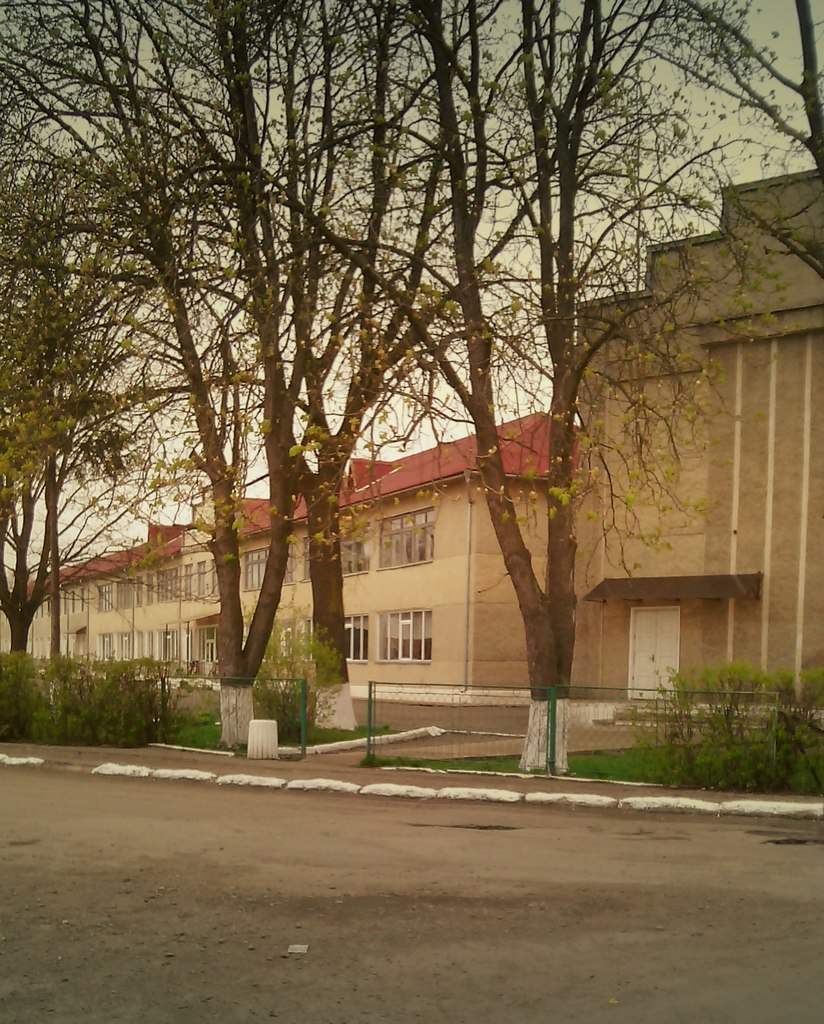
Школа
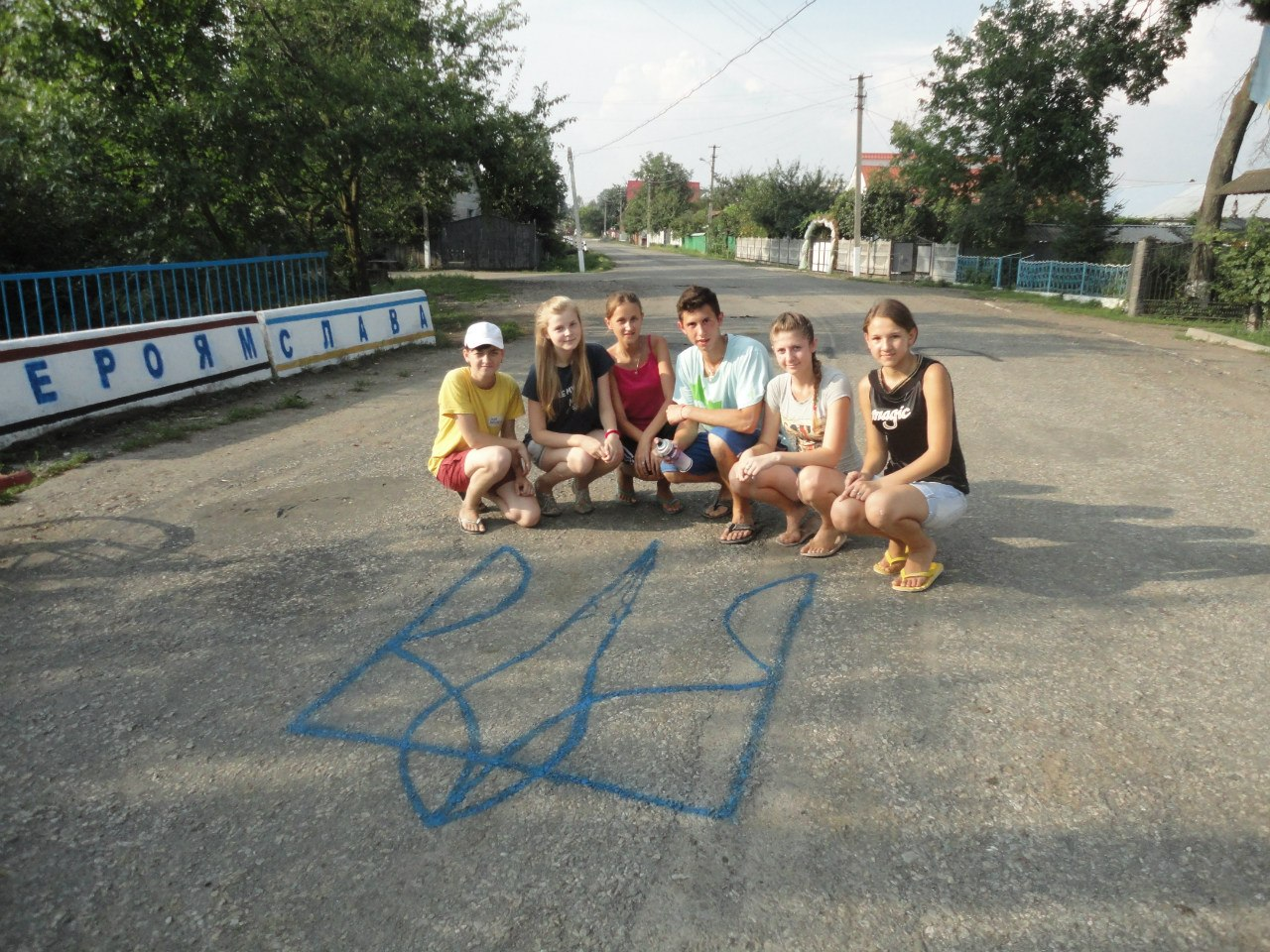
Активісти та патріоти села Замулинці